# Yasuda Kinen
 (août 2025).
Si vous disposez d'ouvrages ou d'articles de référence ou si vous connaissez des sites web de qualité traitant du thème abordé ici, merci de compléter l'article en donnant les références utiles à sa vérifiabilité et en les liant à la section « Notes et références ».
Groupe 1
La Yasuda Kinen (安田記念) est une course hippique de plat se déroulant au mois de juin sur l'hippodrome de Fuchū, à Tokyo, au Japon.
Créée en 1951, la Yasuda kinen doit son nom à Izaemon Yasuda, le président-fondateur de la Japan Racing Association. C'est une course de groupe 1 réservée aux chevaux de 3 ans et plus. Elle est disputée sur 1 600 mètres, corde à gauche. Réunissant certains des meilleurs chevaux du pays sur la distance, elle est l'une des rares courses japonaises ouvertes aux étrangers. L'allocation s'élève à 388 800 000 yens.

## Palmarès
| Année | Vainqueur           | Pays      | Père                | Jockey             | Entraîneur            | Propriétaire               | Deuxième         | Troisième         | Temps   |
| ----- | ------------------- | --------- | ------------------- | ------------------ | --------------------- | -------------------------- | ---------------- | ----------------- | ------- |
| 2025  | Jantar Mantar       | Japon     | Palace Malice       | Yuga Kagawa        | Tomokazu Takano       | Shadai Race Horses Co. Ltd | Gaia Force       | Soul Rush         | 1'32"70 |
| 2024  | Romantic Warrior    | Hong Kong | Acclamation         | James McDonald     | Danny Shum Chap-shing | Peter Lau Pak Fai          | Namur            | Soul Rush         | 1'32"30 |
| 2023  | Songline            | Japon     | Kizuna              | Keita Tosaki       | Toru Hayashi          | Sunday Racing              | Serifos          | Schnell Meister   | 1'31"40 |
| 2022  | Songline            | Japon     | Kizuna              | Kenichi Ikezoe     | Toru Hayashi          | Sunday Racing              | Schnell Meister  | Salios            | 1'32"30 |
| 2021  | Danon Kingly        | Japon     | Deep Impact         | Yuga Kawada        | Kiyoshi Hagiwara      | Danox Co Ltd               | Gran Alegria     | Schnell Meister   | 1'31"70 |
| 2020  | Gran Alegria        | Japon     | Deep Impact         | Kenichi Ikezoe     | Kazuo Fujisawa        | Sunday Racing              | Almond Eye       | Indy Champ        | 1'31"60 |
| 2019  | Indy Champ          | Japon     | Stay Gold           | Yuichi Fukunaga    | Hidetaka Otonashi     | Silk Racing                | Aerolithe        | Almond Eye        | 1'30"90 |
| 2018  | Mozu Ascot          | Japon     | Frankel             | Christophe Lemaire | Yoshito Yahagi        | Capital System             | Aerolithe        | Suave Richard     | 1'31"30 |
| 2017  | Satono Aladdin      | Japon     | Deep Impact         | Yuga Kawada        | Yasutoshi Ikee        | Hajime Satomi              | Logotype         | Red Falx          | 1'31"50 |
| 2016  | Logotype            | Japon     | Lohengrin           | Hironobu Tanabe    | Tsuyoshi Tanaka       | Teruya Yoshida             | Maurice          | Fiero             | 1'33"00 |
| 2015  | Maurice             | Japon     | Screen Hero         | Yuga Kawada        | Noriyuki Hori         | Kazumi Yoshida             | Vincennes        | Clarente          | 1'32"00 |
| 2014  | Just A Way          | Japon     | Heart's Cry         | Yoshitomi Shibata  | Naosuke Sugai         | Akatsuki Yamatoya          | Grand Prix Boss  | Shonan Mighty     | 1'36"80 |
| 2013  | Lord Kanaloa        | Japon     | King Kamehameha     | Yasunari Iwata     | Takayuki Yasuda       | Lord Horse Club            | Shonan Mighty    | Danon Shark       | 1'31"50 |
| 2012  | Strong Return       | Japon     | Symboli Kris S      | Yuichi Fukunaga    | Noriyuki Hori         | Teruya Yoshida             | Grand Prix Boss  | Cosmo Sensor      | 1'31"30 |
| 2011  | Real Impact         | Japon     | Deep Impact         | Keita Tosaki       | Noriyuki Hori         | U Carrot Farm              | Strong Return    | Smile Jack        | 1'32"00 |
| 2010  | Showa Modern        | Japon     | Air Jihad           | Hiroki Goto        | Hiroaki Sugiura       | Keiichi Yamagishi          | Super Hornet     | Smile Jack        | 1'31"70 |
| 2009  | Vodka               | Japon     | Tanino Gimlet       | Yutaka Take        | Katsuhiko Sumii       | Yuzo Tanimizu              | Deep Sky         | Faridat           | 1'33"50 |
| 2008  | Vodka               | Japon     | Tanino Gimlet       | Yasunari Iwata     | Katsuhiko Sumii       | Yuzo Tanimizu              | Armada           | Eishin Dover      | 1'32"70 |
| 2007  | Daiwa Major         | Japon     | Sunday Silence      | Katsumi Ando       | Hiroyuki Uehara       | Keizo Oshiro               | Kongo Rikishio   | Jolly Dance       | 1'32"30 |
| 2006  | Bullish Luck        | Hong Kong | Royal Academy       | Brett Prebble      | Tony Cruz             | Wong Wing Keung            | Asakusa Denen    | Joyful Winner     | 1'32"60 |
| 2005  | Asakusa Den'en      | Japon     | Singspiel           | Shinji Fujita      | Michifumi Kono        | Genichiro Tahara           | Sweep Tosho      | Silent Witness    | 1'32"30 |
| 2004  | Tsurumaru Boy       | Japon     | Dance In The Dark   | Katsumi Ando       | Kojiro Hashiguchi     | Takao Tsuruta              | Telegnosis       | Balance of Game   | 1'32"60 |
| 2003  | Agnes Digital       | Japon     | Crafty Prospector   | Hirofumi Shii      | Toshiaki Shirai       | Takao Watanabe             | Admire Max       | Lohengrin         | 1'32"10 |
| 2002  | Admire Cozzene      | Japon     | Cozzene             | Hiroki Goto        | Mitsuru Hashida       | Riichi Kondo               | Dantsu Flame     | Millennium Bio    | 1'33"30 |
| 2001  | Black Hawk          | Japon     | Nureyev             | Norihiro Yokoyama  | Sakae Kunieda         | Makoto Kaneko              | Breaktime        | Meisho Odo        | 1'33"00 |
| 2000  | Fairy King Prawn    | Hong Kong | Danehill            | Robbie Fradd       | Ivan W. Allan         | Philip Lau Sak Hong        | Diktat           | King Halo         | 1'33"90 |
| 1999  | Air Jihad           | Japon     | Sakura Yutaka O     | Masayoshi Ebina    | Masanori Ito          | Lucky Field Co.            | Grass Wonder     | Seeking The Pearl | 1'33"30 |
| 1998  | Taiki Shuttle       | Japon     | Devil's Bag         | Yukio Okabe        | Kazuo Fujisawa        | Taiki Farm Co.             | Oriental Express | Hiro de Cross     | 1'37"50 |
| 1997  | Taiki Blizzard      | Japon     | Seattle Slew        | Yukio Okabe        | Kazuo Fujisawa        | Taiki Farm Co.             | Genuine          | Speed World       | 1'33"80 |
| 1996  | Trot Thunder        | Japon     | Dyna Cosmos         | Norihiro Yokoyama  | Katsutoshi Aikawa     | Teruo Fujimoto             | Taiki Blizzard   | Hishi Akebono     | 1'33"10 |
| 1995  | Heart Lake          | Irlande   | Nureyev             | Yutaka Take        | Saeed bin Suroor      | Godolphin                  | Sakura Chitose O | Taiki Blizzard    | 1'33"20 |
| 1994  | North Flight        | Japon     | Tony Bin            | Koichi Tsunoda     | Keiji Kato            | Taihoku Bokujo             | Towa Darling     | Dolphin Street    | 1'33"20 |
| 1993  | Yamanin Zephyr      | Japon     | Nihon Pillow Winner | Yoshitomi Shibata  | Hironori Kurita       | Hajime Doi                 | Ikuno Dictus     | Shinko Lovely     | 1'33"50 |
| 1992  | Yamanin Zephyr      | Japon     | Nihon Pillow Winner | Katsuharu Tanaka   | Hironori Kurita       | Hajime Doi                 | Kamino Cresse    | Movie Star        | 1'33"80 |
| 1991  | Daiichi Ruby        | Japon     | Tosho Boy           | Hiroshi Kawachi    | Yuji Ito              | Haruo Tsujimoto            | Daitaku Helios   | Bamboo Memory     | 1'33"80 |
| 1990  | Oguri Cap           | Japon     | Dancing Cap         | Yutaka Take        | Tsutomo Setoguchi     | Shunsuke Kondo             | Yaeno Muteki     | Osaichi George    | 1'32"40 |
| 1989  | Bamboo Memory       | Japon     | Morning Frolic      | Yukio Okabe        | Kunihiko Take         | Tatsuichi Takeda           | Daigo Sur        | Mystic Star       | 1'34"30 |
| 1988  | Nippo Teio          | Japon     | Lypheor             | Hiroyuki Gohara    | Fusamatsu Okubo       | Yuichi Yamaishi            | Dyna Actress     | Mr Boy            | 1'34"20 |
| 1987  | Fresh Voice         | Japon     | Philip of Spain     | Masato Shibata     | Naoyuki Sakai         | Kazuo Enjo                 | Nippo Teio       | Sakura Sunny O    | 1'35"70 |
| 1986  | Gallop Dyna         | Japon     | Northern Taste      | Isamu Shibasaki    | Susumu Yano           | Shadai Race Horse          | Horino Kachidoki | Long Hayabusa     | 1'35"50 |
| 1985  | Nihon Pillow Winner | Japon     | Steel Heart         | Hiroshi Kawachi    | Masatoshi Hattori     | Hyakutaro Kobayashi        | Suzu Mach        | Jim Berg          | 1'35"10 |
| 1984  | Happy Progress      | Japon     | Fleet Wing          | Seiki Tabara       | Shoji Yamamoto        | S. Fujita                  | Das Genie        | San Oi            | 1'37"80 |

## Vainqueurs précédents
- 1951 - Issei
- 1952 - Swee Sue
- 1953 - Swee Sue
- 1954 - Fuso
- 1955 - Kuri Chikara
- 1956 - Yoshifusa
- 1957 - Hekiraku
- 1958 - Rhapsody
- 1959 - Hishi Masaru
- 1960 - Onward Bell
- 1961 - Homareboshi
- 1962 - Tokon
- 1963 - Yamano O
- 1964 - Shimofusa Homare
- 1965 - Panasonic
- 1966 - Hishi Masahide
- 1967 - Buchan
- 1968 - Shesquay
- 1969 - Hard Way
- 1970 - Mejiro Asama
- 1971 - Harbor Game
- 1972 - Rafale
- 1973 - Haku Hosho
- 1974 - Kyoei Green
- 1975 - Sakura Iwai
- 1976 - Nishiki Ace
- 1977 - Squash Tholon
- 1978 - Nippo King
- 1979 - Royal Shinzan
- 1980 - Blue Hallez
- 1981 - Takeden
- 1982 - Sweet Native
- 1983 - Kiyo Hidaka